# جک گرین
جک گرین (انگلیسی: Jack Greene؛ ۷ ژانویهٔ ۱۹۳۰ – ۱۴ مارس ۲۰۱۳) یک موسیقی‌دان اهل ایالات متحده آمریکا بود. 